# Patrinia sibirica
Patrinia sibirica är en kaprifolväxtart som först beskrevs av Carl von Linné, och fick sitt nu gällande namn av Antoine Laurent de Jussieu. Patrinia sibirica ingår i släktet Patrinia och familjen kaprifolväxter. Inga underarter finns listade i Catalogue of Life.